# Donaumarina (Metro de Viena)
Donaumarina é uma estação da Linha U2 do Metro de Viena. Está localizado no distrito de Leopoldstadt. Foi inaugurado em 2010.